# Sour Tour
SOUR Tour fue la gira musical debut de la cantante y compositora filipinoestadounidense Olivia Rodrigo, creada para promocionar su también álbum de estudio debut Sour (2021). La gira viajó a través de América del Norte y Europa, comenzando el 5 de abril de 2022 en Portland y concluyendo en Londres el 7 de julio del mismo año con 49 espectáculos. Gracie Abrams, Holly Humberstone, Chappell Roan y Baby Queen actuaron como actos de apertura.

## Antecedentes
En julio de 2021, Billboard informó que la cantante no podría embarcarse en una gira hasta el próximo año debido a sus compromisos televisivos y su contrato con Disney. El 6 de diciembre se anunció un ciclo de conciertos oficial a través de las redes sociales, y las entradas se pusieron a la venta cuatro días después.
Los boletos para la gira salieron a la venta el 10 de diciembre para los fanáticos que fueron elegidos para el registro de «fan verificado». Los boletos se agotaron en tan solo minutos, aunque muchos lo atribuyeron a los revendedores de boletos, y algunos boletos se enumeran en sitios de segunda mano por más de 1500 dólares a los pocos minutos de que los boletos salieron a la venta. Muchos fanáticos y medios de comunicación criticaron la elección de lugares más pequeños en lugar de arenas, y lo citaron como la razón por la que muchos fanáticos no pudieron obtener boletos.

## Repertorio

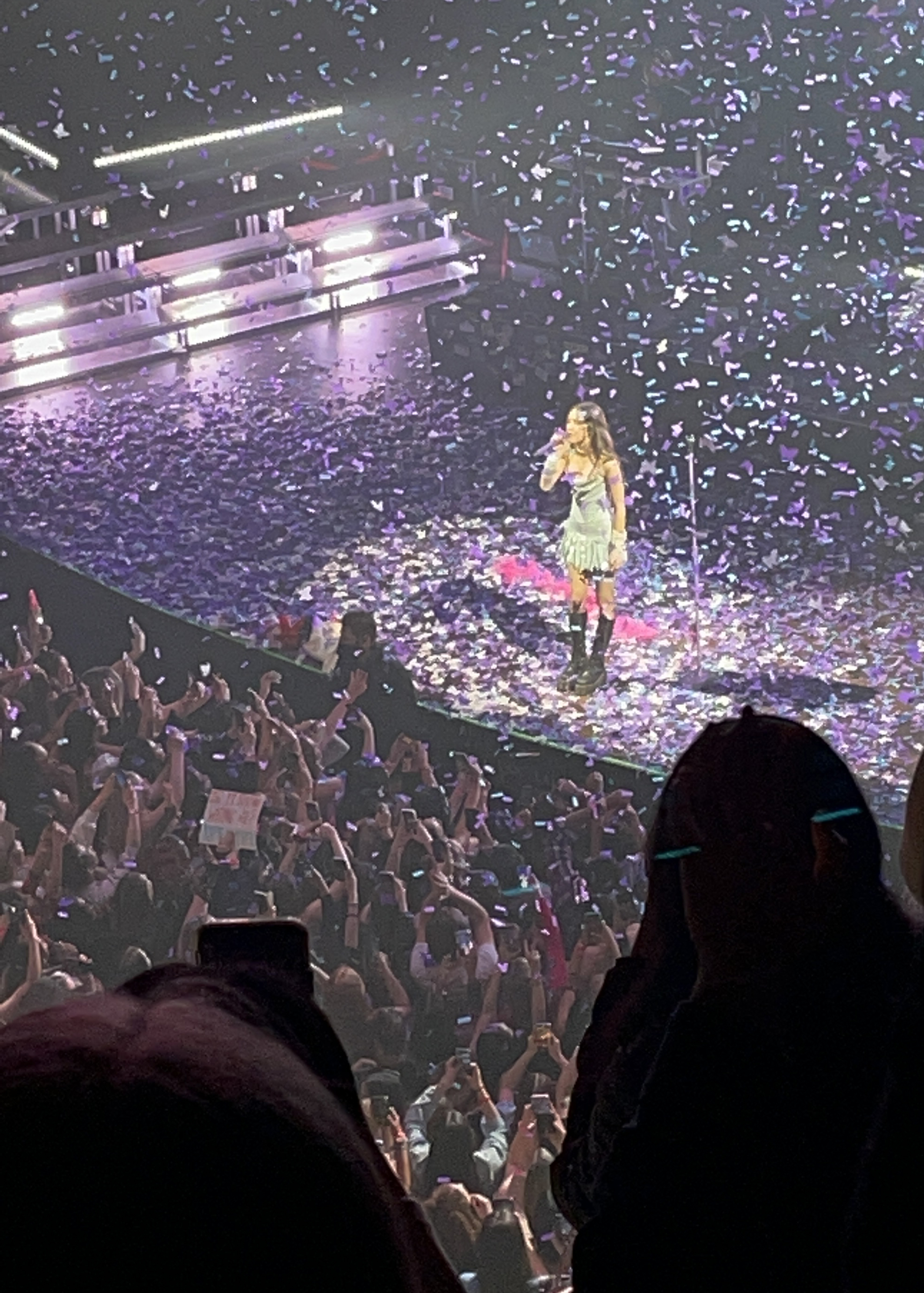
Olivia Rodrigo en abril de 2022 en el Massey Hall de Toronto.

La siguiente es la lista de canciones interpretadas durante la primera fecha de la gira, 5 de abril de 2022 en Portland, Estados Unidos, y no representa en la totalidad de la misma:
1. «Brutal»
2. «Jealousy, Jealousy»
3. «Drivers License»
4. «Complicated» (cover de Avril Lavigne)
5. «Hope Ur Ok»
6. «Enough for You» / «1 Step Forward, 3 Steps Back»
7. «Happier»
8. «Seether» (cover de Veruca Salt)
9. «Favorite Crime»
10. «Traitor»
11. «Deja Vu»
12. «Good 4 U»

| Observaciones |
| --- |
| - Durante el recital en Vancouver, Conan Gray interpretó junto a Rodrigo un cover del tema «The One That Got Away» de Katy Perry como invitado especial. - A partir del recital en Orem, «All I Want» fue añadida al repertorio. - Durante el primer recital en Toronto, Avril Lavigne interpretó junto a Rodrigo el tema «Complicated» como invitada especial. - A partir del primer recital en Filadelfia, el cover de «Seether» fue reemplazado del repertorio por otro del tema «Just a Girl» de No Doubt. - Durante el primer recital en Los Ángeles, Alanis Morissette interpretó junto a Rodrigo el tema «You Oughta Know» como invitada especial. - Durante el recital en Berlín, Rodrigo interpretó un cover del tema «All the Things She Said» de T.A.T.u. en lugar de «Just a Girl». - A partir del recital en Bruselas, el cover de «Just a Girl» fue reemplazado del repertorio por otro del tema «Ready to Go» de Republica. - Durante el recital del Festival de Glastonbury en Pilton, Lily Allen interpretó junto a Rodrigo el tema «Fuck You» como invitada especial. - Durante el recital en Dublín, Rodrigo interpretó un cover del tema «Nothing Compares 2 U» de Sinéad O'Connor. - Durante el primer recital en Londres, Natalie Imbruglia interpretó junto a Rodrigo su versión del tema «Torn» como invitada especial. |

## Fechas
| Fecha               | Ciudad           | País           | Recinto                                  | Acto de Apertura  | Entradas vendidas / disponibles | Recaudación |
| ------------------- | ---------------- | -------------- | ---------------------------------------- | ----------------- | ------------------------------- | ----------- |
| Norteamérica        |                  |                |                                          |                   |                                 |             |
| 5 de abril de 2022  | Portland         | Estados Unidos | Theater of the Clouds                    | Gracie Abrams     | 6.472 / 6.472                   | $318,976    |
| 6 de abril de 2022  | Seattle          | Estados Unidos | WaMu Theater                             | Gracie Abrams     | —                               | —           |
| 7 de abril de 2022  | Vancouver        | Canadá         | Centro de Deportes de Invierno de la UBC | Gracie Abrams     | 5.054 / 5.054                   | —           |
| 9 de abril de 2022  | Orem             | Estados Unidos | UCCU Center                              | Gracie Abrams     | —                               | —           |
| 11 de abril de 2022 | Denver           | Estados Unidos | Mission Ballroom                         | Gracie Abrams     | 7.000 / 7.000                   | —           |
| 12 de abril de 2022 | Denver           | Estados Unidos | Mission Ballroom                         | Gracie Abrams     | 7.000 / 7.000                   | —           |
| 14 de abril de 2022 | Mineápolis       | Estados Unidos | The Armory                               | Gracie Abrams     | —                               | —           |
| 15 de abril de 2022 | Chicago          | Estados Unidos | Aragon Ballroom                          | Gracie Abrams     | 9.802 / 9.802                   | —           |
| 16 de abril de 2022 | Chicago          | Estados Unidos | Aragon Ballroom                          | Gracie Abrams     | 9.802 / 9.802                   | —           |
| 19 de abril de 2022 | Milwaukee        | Estados Unidos | Eagles Ballroom                          | Gracie Abrams     | —                               | —           |
| 20 de abril de 2022 | Chesterfield     | Estados Unidos | The Factory                              | Gracie Abrams     | —                               | —           |
| 22 de abril de 2022 | Cincinnati       | Estados Unidos | ICON Music Center                        | Gracie Abrams     | —                               | —           |
| 23 de abril de 2022 | Detroit          | Estados Unidos | Templo Masónico de Detroit               | Gracie Abrams     | —                               | —           |
| 26 de abril de 2022 | Nueva York       | Estados Unidos | Radio City Music Hall                    | Holly Humberstone | 11.885 / 11.885                 | $704,544    |
| 27 de abril de 2022 | Nueva York       | Estados Unidos | Radio City Music Hall                    | Holly Humberstone | 11.885 / 11.885                 | $704,544    |
| 29 de abril de 2022 | Toronto          | Canadá         | Massey Hall                              | Holly Humberstone | —                               | —           |
| 30 de abril de 2022 | Toronto          | Canadá         | Massey Hall                              | Holly Humberstone | —                               | —           |
| 3 de mayo de 2022   | Boston           | Estados Unidos | Roadrunner                               | Holly Humberstone | —                               | —           |
| 4 de mayo de 2022   | Washington D. C. | Estados Unidos | The Anthem                               | Holly Humberstone | 6.000 / 6.000                   | $323,500    |
| 6 de mayo de 2022   | Filadelfia       | Estados Unidos | The Met                                  | Holly Humberstone | —                               | —           |
| 7 de mayo de 2022   | Filadelfia       | Estados Unidos | The Met                                  | Holly Humberstone | —                               | —           |
| 9 de mayo de 2022   | Atlanta          | Estados Unidos | Coca-Cola Roxy                           | Holly Humberstone | 3.607 / 3.607                   | —           |
| 10 de mayo de 2022  | Nashville        | Estados Unidos | Grand Ole Opry                           | Holly Humberstone | 4.288 / 4.288                   | $231,076    |
| 12 de mayo de 2022  | Houston          | Estados Unidos | 713 Music Hall                           | Holly Humberstone | 5.058 / 5.058                   | —           |
| 13 de mayo de 2022  | Austin           | Estados Unidos | Moody Amphitheater                       | Holly Humberstone | —                               | —           |
| 14 de mayo de 2022  | Irving           | Estados Unidos | Toyota Music Factory                     | Holly Humberstone | 8.023 / 8.023                   | —           |
| 17 de mayo de 2022  | Phoenix          | Estados Unidos | Arizona Federal Theatre                  | Holly Humberstone | —                               | —           |
| 18 de mayo de 2022  | San Diego        | Estados Unidos | The Rady Shell at Jacobs Park            | Holly Humberstone | —                               | —           |
| 20 de mayo de 2022  | Las Vegas        | Estados Unidos | Chelsea Ballroom                         | Holly Humberstone | —                               | —           |
| 21 de mayo de 2022  | Santa Bárbara    | Estados Unidos | Santa Barbara Bowl                       | Holly Humberstone | —                               | —           |
| 24 de mayo de 2022  | Los Ángeles      | Estados Unidos | Greek Theatre                            | Holly Humberstone | —                               | —           |
| 25 de mayo de 2022  | Los Ángeles      | Estados Unidos | Greek Theatre                            | Holly Humberstone | —                               | —           |
| 27 de mayo de 2022  | San Francisco    | Estados Unidos | Bill Graham Civic Auditorium             | Holly Humberstone | 8.775 / 8.775                   | $575,472    |
| Europa              |                  |                |                                          |                   |                                 |             |
| 11 de junio de 2022 | Hamburgo         | Alemania       | Stadtpark                                | Baby Queen        | —                               | —           |
| 13 de junio de 2022 | Berlín           | Alemania       | Verti Music Hall                         | Baby Queen        | 4.350 / 4.350                   | —           |
| 15 de junio de 2022 | Zúrich           | Suiza          | Halle 622                                | Baby Queen        | —                               | —           |
| 16 de junio de 2022 | Milán            | Italia         | Fabrique                                 | Baby Queen        | —                               | —           |
| 18 de junio de 2022 | Colonia          | Alemania       | Palladium                                | Baby Queen        | —                               | —           |
| 19 de junio de 2022 | Bruselas         | Bélgica        | Forest National                          | Baby Queen        | —                               | —           |
| 21 de junio de 2022 | París            | Francia        | Zénith                                   | Baby Queen        | 6.293 / 6.293                   | —           |
| 22 de junio de 2022 | Ámsterdam        | Países Bajos   | AFAS Live                                | Baby Queen        | —                               | —           |
| 25 de junio de 2022 | Pilton           | Reino Unido    | Worthy Farm                              | —                 | —                               | —           |
| 29 de junio de 2022 | Cork             | Irlanda        | Docklands                                | Baby Queen        | —                               | —           |
| 30 de junio de 2022 | Dublín           | Irlanda        | Fairview Park                            | Baby Queen        | 4,969 / 4,969                   | $259,658    |
| 2 de julio de 2022  | Glasgow          | Reino Unido    | O2 Academy Glasgow                       | Baby Queen        | —                               | —           |
| 3 de julio de 2022  | Mánchester       | Reino Unido    | O2 Apollo Manchester                     | Baby Queen        | 3.453 / 3.453                   | $146,077    |
| 4 de julio de 2022  | Birmingham       | Reino Unido    | O2 Academy Birmingham                    | Baby Queen        | 2.993 / 2.993                   | $126,638    |
| 6 de julio de 2022  | Londres          | Reino Unido    | Eventim Apollo                           | Baby Queen        | 10.327 / 10.327                 | $474,353    |
| 7 de julio de 2022  | Londres          | Reino Unido    | Eventim Apollo                           | Baby Queen        | 10.327 / 10.327                 | $474,353    |